# Рожнов, Александр Иванович
Александр Иванович Рожнов (? — 24 октября (5 ноября) 1816) — русский военный деятель, генерал-майор (1800), член Военной коллегии.

## Биография
Происходил из дворянского рода Рожновых.
Служил в кирасирском генерал-фельдмаршала графа Салтыкова полку (в дальнейшем — Новотроицко-Екатеринославский 4-й драгунский полк). 20 августа 1798 года, в чине полковника, был назначен первым полковым командиром вновь сформированного Кирасирский генерал-майора Цорна полка (в дальнейшем назывался Тверской 16-й драгунский полк).
6 июля 1800 года Рожнов был произведён в генерал-майоры с назначением командиром драгунского принца Евгения Вюртембергского полка (в дальнейшем назывался Псковский 2-й лейб-драгунский полк). Вскоре после этого был назначен членом Военной коллегии.
Был награждён орденами Святой Анны 2-й степени (1804) и Святого Владимира 3-й степени (1809). 
Скончался 24 октября (5 ноября) 1816 года в усадьбе Сафоново. Похоронен в Николо-Пешношском монастыре.
Дочь Рожнова, Софья Александровна, была замужем за князем Григорием Николаевичем Оболенским.